# Skakači (pajki)
Skakači (znanstveno ime Salticidae) so družina pajkov, razširjena po vsem svetu, v katero uvrščamo skoraj 6500 vrst iz 667 rodov (po podatkih iz leta 2022). S tem predstavljajo skoraj 13 % vse raznovrstnosti pajkov in so največja družina. V splošnem so skakači majhni, dnevno aktivni pajki s čokatim telesom in razmeroma kratkimi nogami. Znani so po tem, da ne gradijo mrež, temveč plen zalezujejo in skočijo nanj, po čemer so dobili tudi ime.
Največjo pestrost dosegajo v tropih. Za Srednjo Evropo je znanih zgolj okrog 100 vrst, a so skakači kljub temu ena številčnejših srednjeevropskih družin pajkov. Slovenska favna skakačev je dokaj slabo raziskana, kljub temu pa je bilo na tem ozemlju potrjenih skoraj 70 vrst.

## Telesne značilnosti
Vsi skakači so razmeroma majhni; večina zraste 3–10 mm v dolžino in imajo kvadratno glavoprsje (gledano od zgoraj) ter razmeroma kratke noge. Zlahka so prepoznavni po razporeditvi oči: imajo dva para naprej obrnjenih frontalnih oči v ravni vrsti, pri čemer je centralni par največji. To jim daje dober globinski vid naprej, ki ga izkoriščajo pri lovu, pa tudi pri dvorjenju; zato so sprednje oči kompleksne in dobro razvite, s številnimi fotoreceptorji. Le še rakovičarji, ki so prav tako aktivni lovci, imajo kompleksne sprednje oči, ostali pajki pa mnogo enostavnejše. Po drugi strani zaradi dnevno aktivnega načina življenja njihove oči nimajo odbojne plasti (tapetum), ki pri drugih pajkih pripomore k zbiranju šibke svetlobe v mraku.
Telesna zgradba nekaj vrst posnema žuželke, največkrat mravlje. Drugi skakači so znani po pisanih luskah in dlakah na različnih delih telesa, s katerimi samci dvorijo samicam ali tekmujejo med seboj. Taksonomija je kljub temu zapletena zaradi velikega števila vrst in razmeroma enostavne zgradbe genitalij, ki so pomemben določevalni znak.

## Taksonomija
Monofilija družine pajkov skakačev je dobro dobro dokazana s pomočjo tako filogenetskih kot tudi morfoloških analiz. Sestra skupina te družine je družina Philodromidae (lišajevi rakovičarji). Skupne značilnosti (sinapomorfija) obeh družin vključujejo izgubo cilindričnih žleznih izvodil in izgubo tapetuma pri stranskih očeh.
Revizija 2015 družine Salticidae je družino razdelila v sedem poddružin:
- Onomastinae Maddison, 2015 – 1 obstoječ rod
- Asemoneinae Maddison, 2015 – 4 obstoječi rodovi (Hindumanes, ki je bil prvotno uvrščen tukaj, je bil prenesen v Lyssomaninae[12])
- Lyssomaninae Blackwall, 1877 – 4 obstoječi rodovi (vključno z Hindumanes)
- Spartaeinae Wanless, 1984 – 29 obstoječih rodov v 3 plemenih
- Eupoinae Maddison, 2015  – 3 obstoječi rodovi
- Hisponinae Simon, 1901 – 6 obstoječih rodov
- Salticinae Blackwall, 1841 – približno 540 obstoječih rodov v 27 plemenih

Razmerja med temi poddružinami so še vedno predmet razprav. Spodaj so predstavljeni rezultati filogenetske študije iz leta 2017, ki je poskušala rešiti to vprašanje. Poddružina Eupoinae ni bila ovrednotena, zato njen natančen položaj ostaja nejasen.
|  | Spartaeinae                                                  |
|  |                                                              |
|  | \| \| Asemoneinae \| \| \| \| \| \| Lyssomaninae \| \| \| \| |
|  |                                                              |
|  | Asemoneinae                                                  |
|  |                                                              |
|  | Lyssomaninae                                                 |
|  |                                                              |

|  | Asemoneinae  |
|  |              |
|  | Lyssomaninae |
|  |              |

|  | Onomastinae                                               |
|  |                                                           |
|  | \| \| Hisponinae \| \| \| \| \| \| Salticinae \| \| \| \| |
|  |                                                           |
|  | Hisponinae                                                |
|  |                                                           |
|  | Salticinae                                                |
|  |                                                           |

|  | Hisponinae |
|  |            |
|  | Salticinae |
|  |            |

|  | Spartaeinae                                                  |
|  |                                                              |
|  | \| \| Asemoneinae \| \| \| \| \| \| Lyssomaninae \| \| \| \| |
|  |                                                              |
|  | Asemoneinae                                                  |
|  |                                                              |
|  | Lyssomaninae                                                 |
|  |                                                              |

|  | Asemoneinae  |
|  |              |
|  | Lyssomaninae |
|  |              |

|  | Onomastinae                                               |
|  |                                                           |
|  | \| \| Hisponinae \| \| \| \| \| \| Salticinae \| \| \| \| |
|  |                                                           |
|  | Hisponinae                                                |
|  |                                                           |
|  | Salticinae                                                |
|  |                                                           |

|  | Hisponinae |
|  |            |
|  | Salticinae |
|  |            |